# Åke Sellström
Åke Ingvar Sellström, född 2 november 1948 i Göteborgs Karl Johans församling i Göteborgs och Bohus län, är en svensk pensionerad docent i histologi och försvarsforskare med kemiska vapen som specialitet.

## Biografi
Sellström disputerade 1975 i kemi vid Göteborgs universitet. Han började arbeta vid FOA 4 i Umeå 1980 och var verksam där till 2006. Vid FOA, som senare blev FOI, forskade han om kemiska vapens effekter på vårt nervsystem. Han bidrog härvid till utvecklandet av nya medicinska motmedel. Sellström lämnar FOI som avdelningschef 2006 och grundar det Europeiska CBRNE-centret vid Umeå Universitet 2007. Centret blev en viktig aktör inom EU-finansierad forskning för det europeiska krishanteringssystemet.
Åke Sellström var en av de FN-inspektörer som tjänstgjorde under 1990-talet i UNSCOM, dvs FN:s Säkerhetsråds kommission för att avrusta Irak från massförstörelsevapen och dess vapenbärare. Under ambassadörerna Rolf Ekéus och Richard Butler ledde han undersökningar av Iraks kemiska- och biologiska vapenprogram. Sellström verkade också tidigt i UNSCOM:s efterträdare UNMOVIC som leddes av Hans Blix.
Under åren 2006–2007 utredde och förhandlade Sellström för FN:s Generalsekreterare Kofi Annan om att modernisera den så kallade Generalsekreterarens Mekanism. Under 2013 ledde han FN:s Generalsekreterare Ban Ki-moon´s undersökning av påstådd användning av kemiska vapen i Syrien. På plats samlade Sellström och hans medarbetare in prover och vittnesmål för att fastställas om kemiska vapen använts. Sellströms rapport slår fast att man funnit sarin i de prover som tagits efter gasattacken i Ghouta i Syrien. Dock låg det inte i inspektionens uppgift att utreda vem som låg bakom attacken.
Under 2016 och 2017 arbetade han återigen för FN:s Säkerhetsråd. Uppgiften var att utreda vem som var skyldig till användning av kemiska vapen i det syriska inbördeskriget. Säkerhetsrådet tillät inte att den stora sarinattacken i Ghouta 2013 utreddes.
I november 2023 publicerade Sellström sin bok Fredskemisten som beskriver och sammanfattar hans arbete med kemiska och biologiska vapen för FN.
Åke Sellström invaldes 2004 som ledamot av Kungliga Krigsvetenskapsakademien. Han utträdde ur akademien 2016.
År 2014 mottog Åke Sellström Hans Majestät Konungens medalj av 8:e storleken i Serafimerordens band.
Sällström var värd för Sommar I P1 den 17 augusti 2022.

### Familj
Åke Sellström är gift med Beatrice Sellström, (fd Toll), och bor på Brännö i Göteborgs södra skärgård.

## Publikationer i urval
- Sellström, Åke (1975) (på engelska). Gamma-aminobutyric acid transport in brain. Göteborg. Libris 939053
- Olgus Maria, Sellström Åke, red (1986). Samhällets skydd mot kemiska stridsmedel. En översikt. SKRIK, 99-0473590-5 ; 6FOA rapport. C. 1, 0281-0247 ; 10276-M2. Stockholm: Huvudavd. 1, FOA. Libris 852243
- Claesson, Ola; Forsberg Åke, Sellström Åke (2003). Rapport från Bagdadresa: underlagsrapport. FOI-R, 1650-1942 ; 0917. Umeå: NBC-skydd, Totalförsvarets forskningsinstitut (FOI). Libris 9105650
- Sellström, Åke (2021). ”UNSCOM: A successful experiment in disarmament [Elektronisk resurs”]. Bulletin of the atomic scientists 77:4, 177-179. 0096-3402. ISSN 0096-3402. http://urn.kb.se/resolve?urn=urn:nbn:se:umu:diva-186473. Libris 7mlg058454rpz5df
- Sellström, Åke; Nygren Sara (2023). Fredskemisten: FN:s vapeninspektör om jakten på världens värsta stridsmedel. Stockholm: Bokförlaget Forum. Libris 0gtdx0l3x4wsmj3x. ISBN 9789137507514